# Nebulosa del Con
La nebulosa del Con (també coneguda com a NGC 2264) és una regió H II en la constel·lació de l'Unicorn. Va ser descoberta per William Herschel en 1785. La nebulosa es troba a 830 parsecs o 2700 anys llum de la Terra.
La nebulosa és part d'una nebulosa al voltant del Christmas Tree Cluster, o Cúmul de l'Arbre Nadalenc. El nom NGC 2264 al Nou Catàleg General es refereix a tots dos objectes i no només a la nebulosa.

## Informació General
La difusa nebulosa del con es diu així per la seva forma cònica. Es troba en la part sud de NGC 2264, en la part nord del Christmas Tree Cluster. En la part nord de Monoceros, just al nord del punt mitjà de la línia de Proció a Betelgeuse.
La forma cònica prové d'una nebulosa d'absorció fosca que consisteix en hidrogen fred molecular i pols enfront d'una feble nebulosa d'emissió que conté hidrogen ionitzat per S Monocerotis, l'estel més brillant de NGC 2264. La feble nebulosa mesura aproximadament set anys llum (amb longitud aparent de 10 minuts d'arc), i està a 2700 anys llum de la Terra
William Herschel va descobrir la nebulosa (la qual va designar H V.27) el 26 de desembre de 1785. És part del complex on neixen estels. El telescopi espacial Hubble es va usar per veure imatges d'estels en formació en 1997.